# Menades
Menades település Franciaországban, Yonne megyében. Lakosainak száma 37 fő (2022. január 1.). Menades Tharoiseau, Domecy-sur-Cure, Saint-André-en-Morvan, Island, Pierre-Perthuis és Saint-Père községekkel határos.

## Népesség
A település népességének változása:
| Lakosok száma | 57   | 62   | 65   | 55   | 48   | 41   | 40   | 37   | 37   |
|               | 2013 | 2015 | 2016 | 2017 | 2018 | 2019 | 2020 | 2021 | 2022 |